# 164년

## 연호
- 후한(後漢) 연희(延熹) 7년

## 기년
- 후한(後漢) 환제(桓帝) 18년
- 신라(新羅) 아달라 이사금(阿達羅泥師今) 11년
- 고구려(高句麗) 차대왕(次大王) 19년
- 백제(百濟) 개루왕(蓋婁王) 37년